# ميخائيل كونينغهام
ميخائيل كونينغهام (بالإنجليزية: Michael Cunningham)‏ هو كاتب غير روائي وعالم نفس أمريكي، ولد في القرن العشرين.